# Robert Dumontois
Robert Dumontois, francoski veslač, * 6. avgust 1941, Lyon, Francija, † 15. junij 2022, Saint-Paul-lès-Romans, Francija.
Dumontois je za Francijo nastopil na Poletnih olimpijskih igrah 1960 in 1964.
V Rimu je kot član četverca s krmarjem osvojil srebrno medaljo, štiri leta kasneje pa je veslal v osmercu ter z njim osvojil sedmo mesto. 